# Badeshi
El badeshi es una lengua indoirania casi extinta, hablada en Pakistán. Su diferenciación no está confirmada; puede que sea el nombre de una familia. En 2014, «Ethnologue, Languages of the World» aseguró que el Badeshi no se ha hablado en tres generaciones. Sin embargo, en 2018, la agencia de noticias británica BBC encontró a tres personas que aún pueden hablar el idioma.
Muhammad Zaman Sagar, un lingüista de campo conectado al Foro para la Iniciativa del Lenguaje, ha trabajado en este idioma. A pesar de ello, consiguió recolectar solo cien palabras en un plazo de dos años. En julio de 2007, visitó el valle Bishigram y pasó algunos días con gente de la región.
En 2018, reporteros de la BBC encontraron a tres hombres mayores (Said Gul, Ali Sher y Rahim Gul) que aún pueden hablar el Badeshi, en el valle Bishigram, en Pakistán del norte. Ellos dijeron que el idioma Torwali ha reemplazado al Badeshi en su aldea. Los hombres también han trabajado en áreas turísticas en el valle Swat, donde se habla Pashto.
Algunas frases en Badeshi son:
- Meen naao Rahim Gul thi - Mi nombre es Rahim Gul
- Meen Badeshi jibe aasa - Yo hablo Badeshi
- Theen haal khale thi? - ¿Cómo estás?
- May grot khekti - Yo he comido
- Ishu kaale heem kam ikthi - No ha nevado mucho este año[1]